# Зарембкі
Зарембкі (пол. Zarębki) — село в Польщі, у гміні Кольбушова Кольбушовського повіту Підкарпатського воєводства. Населення — 898 осіб (2011).

## Демографія
Демографічна структура станом на 31 березня 2011 року:
|          | Загалом | Допрацездатний вік | Працездатний вік | Постпрацездатний вік |
| -------- | ------- | ------------------ | ---------------- | -------------------- |
| Чоловіки | 456     | 111                | 302              | 43                   |
| Жінки    | 442     | 95                 | 257              | 90                   |
| Разом    | 898     | 206                | 559              | 133                  |